# Athetis tornipuncta
Athetis tornipuncta là một loài bướm đêm trong họ Noctuidae.